# Gašper Koritnik
Gašper Koritnik (* 6. Januar 2001 in Trbovlje) ist ein slowenischer Fußballspieler auf der Position eines Stürmers. Seit der Saison 2018/19 steht der mehrfache slowenische Juniorennationalspieler beim NK Celje mit Spielbetrieb in der höchsten slowenischen Fußballliga unter Vertrag.

## Vereinskarriere

### Karrierebeginn
Gašper Koritnik wurde am 6. Januar 2001 in der Stadt Trbovlje geboren und kam im August 2008 in die Nachwuchsabteilung des NK Krško ins rund 50 Kilometer südöstlich gelegene Krško. Dort durchlief er sämtliche Nachwuchsspielklassen und trat bereits früh als torgefährlicher Offensivakteur in Erscheinung. So absolvierte er in der Saison 2014/15 für die U-15-Mannschaft seines Vereins 25 Tore in 23 Ligapartien und schaffte bereits in der darauffolgenden Spielzeit 2015/16 den Durchbruch in die U-17-Mannschaft mit Spielbetrieb in der 1. Slovenska Kadetska Liga, der slowenischen U-17-Liga. Der junge Angriffsspieler blieb dabei jedoch vorrangig Teil des U-15-Kaders, für den er es in 16 Meisterschaftsspielen auf fünf Treffer brachte und kam in lediglich sechs Ligapartien der U-17-Mannschaft zu Kurzeinsätzen.
2016/17 avancierte er zu einem Stammspieler der U-17-Mannschaft, für die er bei 24 Meisterschaftsauftritten zu neun Torerfolgen kam. Ähnlich erfolgreich verlief für ihn auch die Saison 2017/18, in der es auf 23 Einsätze und acht Tore in der 1. SKL brachte. Hinzu kamen auch seinen beiden ersten Einsätze im U-19-Team in der 1. Slovenska Mladinska Liga, der slowenischen U-19-Liga. Hierbei erzielte er bei seinem Debütspiel, einem 2:2-Auswärtsremis gegen die Alterskollegen des NK Aluminij, am 25. April 2018 auch gleich seinen ersten Treffer.

### Wechsel nach Celje und erste Einsätze als Profi
Nach zehn Jahren beim NK Krško trat Koritnik in der Sommerpause vor der Saison 2018/19 einen Wechsel in Jugendabteilung des slowenischen Erstligisten NK Celje an. Gleichzeitig wurde der junge Offensivakteur bei den Profis mit einem Dreijahresvertrag mit einer Laufzeit bis 31. Mai 2021 ausgestattet. Ab dieser Zeit kam Koritnik zu vermehrten Einsätzen in der U-19-Mannschaft, für die er spätestens seit Ende September 2018 als Stammspieler in der Offensive in Erscheinung trat. Noch früh in der Saison holte ihn Dušan Kosič, der Trainer der Herrenmannschaft des NK Celje, in den Profikader. Bereits am vierten Spieltag (11. August 2018) setzte ihn Kosič bei einem 1:1-Auswärtsremis gegen seinen Ex-Klub NK Krško als Ersatzspieler ein; in der 90. Spielminute kam er für Tilen Pečnik auf den Platz. Vier Tage später erzielte er, abermals nur als Ersatzspieler für wenige Minuten auf dem Spielfeld, einen wichtigen Treffer, als er sein Team beim Erstrundenspiel des slowenischen Fußballpokals 2018/19 zu einem 2:0-Auswärtserfolg über den ND Bilje führte. Aufgrund seiner Leistung wurde er im darauffolgenden Ligaspiel, einer 1:3-Heimniederlage gegen den NK Triglav Kranj am 18. August 2018 bereits ab der 59. Minute für Rok Štraus eingewechselt. Danach kam er wieder vorrangig im vereinseigenen Nachwuchs zum Einsatz. Bis kurz vor Saisonende, als er es noch zu einem dritten Kurzeinsatz in der Liga brachte, war Koritnik der jüngste eingesetzte Spieler in der Slovenska Nogometna Liga 2018/19, ehe in den letzten Runden der Meisterschaft noch drei jüngere Spieler ihr Debüt gaben. Im Endklassement rangierte er mit seiner Mannschaft auf dem fünften Tabellenplatz und verpasste dadurch nur knapp einen Startplatz in den internationalen Bewerben der nachfolgenden Saison. Als Stammkraft in der Offensive des U-19-Teams brachte es Koritnik zu elf Toren bei 20 Einsätzen in der 1. Slovenska Mladinska Liga.
Auch in der darauffolgenden Spielzeit 2019/20 kam Koritnik abwechselnd für die U-19-Mannschaft sowie die Profimannschaft des Klubs zum Einsatz. Sein erstes Pflichtspiel in dieser Saison absolvierte er in der siebenten Runde bei einem 6:0-Auswärtssieg über den NK Triglav Kranj, als er in der 67. Spielminute für Dario Vizinger ins Spiel kam und in den Minuten 70 und 86 die Treffer zum 5:0 und 6:0 erzielte. Danach saß er regelmäßig auf der Ersatzbank der Profimannschaft und kam von ebendieser auch immer wieder zu Einsätzen. Zu zwei Kurzauftritten brachte es Koritnik auch im Pokal Slovenije 2018/19, in dem er mitunter auch ein Tor beisteuerte. Aktuell (Stand: 26. April 2020) rangiert der junge Offensivakteur mit seinem Team auf dem zweiten Platz der Tabelle und hatte es bislang auf acht Ligaeinsätze und zwei -tore gebracht. In der 1. Slovenska Mladinska Liga absolvierte er für die U-19-Mannschaft des Klubs bereits zwölf Ligaspiele und erzielte fünf -treffer (Stand: 26. April 2020).

## Nationalmannschaftskarriere
Erste Erfahrungen in einer Nachwuchsnationalmannschaft des slowenischen Fußballverbandes sammelte Koritnik im Jahre 2017, als er für das UEFA Development Tournament, einem Entwicklungsturnier für U-16-Nationalmannschaften, in den slowenischen U-16-Kader geholt wurde. Im Turnierverlauf wurde die junge Offensivkraft bei den drei Siegen ihres Heimatlandes gegen die Alterskollegen aus Luxemburg, den Färöern und Litauen eingesetzt. Etwa zwei Monate später brachte es Koritnik auch noch auf zwei Länderspieleinsätze in Freundschaftsspielen gegen das Nachbarland Österreich, wobei er bei den knappen Niederlagen der Slowenen jeweils einen Treffer beisteuerte.
Abermals zwei Monate später nahm er mit der slowenischen U-17-Auswahl am Wiktor-Bannikow-Gedächtnisturnier teil und feierte einen Einstand nach Maß, als er bereits im ersten Gruppenspiel, einem 4:1-Erfolg über die U-17 Israels, im Doppelpack traf. Nachdem Koritnik auch in den beiden nachfolgenden Gruppenspielen gegen die Slowakei und Lettland zum Einsatz gekommen war und dabei bei der 1:3-Niederlage gegen die Slowaken den einzigen Treffer seines Heimatlandes in dieser Partie erzielt hatte, absolvierte er für die Slowenen auch noch das abschließende Spiel um Platz 5 gegen die Alterskollegen aus Belarus, das Slowenien mit 2:0 für sich entschied. Auch in diesem letzten Spiel steuerte der Stürmer wieder einen Treffer bei.
Nach zwei freundschaftlichen Länderspielen im September gegen Kroatien, als er sich ebenfalls einmal als Torschütze eintragen konnte, bestritt er mit seinem Heimatland im darauffolgenden Oktober 2017 die erste Runde der Qualifikation zur U-17-Europameisterschaft 2018 und wurde dabei in den ersten beiden Gruppenspielen gegen Belarus und Kasachstan eingesetzt. Die Partie gegen Frankreich versäumte er; als Zweitplatzierter hinter den Franzosen stieg Slowenien daraufhin in die nachfolgende Eliterunde der Qualifikation auf. Nachdem er Anfang Februar und Anfang März zu einer Reihe von Einsätzen in Freundschaftsspielen gekommen war, repräsentierte er sein Heimatland bei der Ende März 2018 stattfindenden Eliterunde der Qualifikation zur U-17-EM.
Im ersten Spiel, einem 1:1-Remis gegen die gleichaltrigen Ungarn, noch uneingesetzt auf der Ersatzbank, absolvierte er die beiden nachfolgenden siegreichen Spiele gegen Israel und Rumänien. Als Sieger der Gruppe 7 qualifizierte sich Slowenien für die im Mai 2018 stattfindende EM-Endrunde in England. Auch hier gehörte er zum slowenischen Aufgebot, das allerdings erfolglos blieb und nach drei Niederlagen und einer Tordifferenz von 0:8 noch in Gruppenphase aus dem Turnier ausschied. Koritnik kam lediglich im ersten Gruppenspiel gegen die schwedische U-17-Auswahl zu einem rund 30-minütigen Einsatz und saß in den restlichen zwei Partien ohne Einsatz auf der Bank. Nachdem er in den ersten fünf U-17-Länderspielen fünf Tore erzielt hatte, kam Koritnik in den nachfolgenden neun Spielen auf keinen einzigen Torerfolg mehr.
Etwa drei Monate nach seinem letzten Länderspiel debütierte er am 7. August 2018 bei einer 1:2-Niederlage in einem Freundschaftsspiel gegen Italien in der slowenischen U-18-Nationalmannschaft. Für besagte Mannschaft kam er im April 2019 auch noch in zwei Länderspielen gegen Montenegro zum Einsatz, ehe er wiederum drei Monate später, am 26. Juli 2019, in einem Freundschaftsspiel gegen die Vereinigten Arabischen Emirate, sein Debüt für die U-19-Auswahl seines Heimatlandes gab. Für die slowenischen U-19-Junioren kam er daraufhin im August und im Oktober 2019 zu insgesamt drei weiteren Einsätzen in Freundschaftsspielen, ehe er Teil des slowenischen Kaders in der Qualifikation zur U-19-Europameisterschaft 2020 war. Hierbei kam er nur in einem der drei Spiele seines Heimatlandes in der ersten Runde zum Einsatz, wurde mit den Slowenen Zweiter in der Gruppe 9 und schaffte damit den Einzug in die Eliterunde der Qualifikation. Anfang Februar und Anfang März 2020 kam er in zwei freundschaftlichen Länderspielen gegen die Alterskollegen aus der Türkei und aus Österreich zum Einsatz.